# Palazzi Gianfigliazzi
Il Palazzo Gianfigliazzi si trova sul lungarno Corsini 2 e 4 a Firenze. In realtà si tratta di due palazzi distinti che in antico erano uniti all'interno, ma che da un certo periodo ebbero vicende separate.
I Gianfigliazzi, chiamati così, secondo tradizione, dal loro antenato, Johannes Filius Acci, fino dal XII secolo possedevano numerosi edifici in questa zona e lungo via de' Tornabuoni, dove esiste ancora la Torre dei Gianfigliazzi; all'angolo tra via de' Tornabuoni e via del Parione possedevano anche una loggia privata, che venne chiusa nel 1732.

## Il palazzo al numero 2
Il palazzo al numero 2 fu fatto costruire dai Ruggerini nel XIII secolo, poi passò ai Fastelli o Petribuoni; all'inizio del XV secolo divenne proprietà dei Gianfigliazzi. Con l'estinzione della famiglia nel 1764 i beni passarono alla famiglia Fontebuoni e poi vennero divise in più famiglie: ai Masetti, ai Piccioli (palazzo Piccioli) e ai Campodonico.
Nel Seicento venne ristrutturato da Gherardo Silvani, mentre verso la metà del secolo successivo venne affittato e vi risiedette Luisa d'Albany, principessa di Stolberg amante della cultura e della mondanità, moglie di Charles Edward Stuart, pretendente al trono inglese con il quale aveva già risieduto nel Palazzo di San Clemente; la coppia visse un matrimonio disastroso, dovuto in parte anche alla differenza di una trentina d'anni tra i due, e Luisa si rifugiò in un amore scandaloso con Vittorio Alfieri, con il quale visse in segreto, finché fu possibile, a Roma dal 1781 al 1783. Costretti a lasciarsi per via dello scandalo si ritrovarono in Alsazia nel 1785 e andranno a vivere insieme, dopo il divorzio e la morte dello Stuart, a Parigi, a Siena ed infine in questo palazzo fiorentino dal novembre del 1792. Con la morte dell'Alfieri a Firenze (1803) Luisa ordinò un monumento ad Antonio Canova, che ancora oggi si trova nella Basilica di Santa Croce. Nel 1824 ella morì e nominò erede universale il pittore François-Xavier Fabre, col quale aveva avviato nel frattempo una relazione.
Nel 1853 il palazzo passò alla famiglia Masetti, che lo ingrandì di un piano e mutò la disposizione delle finestre sulla facciata. Oggi appartiene a una società di beni immobiliari
Più tardi, lungo la facciata, fu costruito uno di quei sedili in pietra, comuni sulle facciate degli antichi palazzi fiorentini, che si chiamò il Pancone dei Ragusei, perché alcuni mercanti dalmati di Ragusa vi stendevano in mostra le loro mercanzie.
Oggi ospita una struttura alberghiera: Palazzo Alfieri Residenza d'Epoca.

## Il palazzo al numero 4

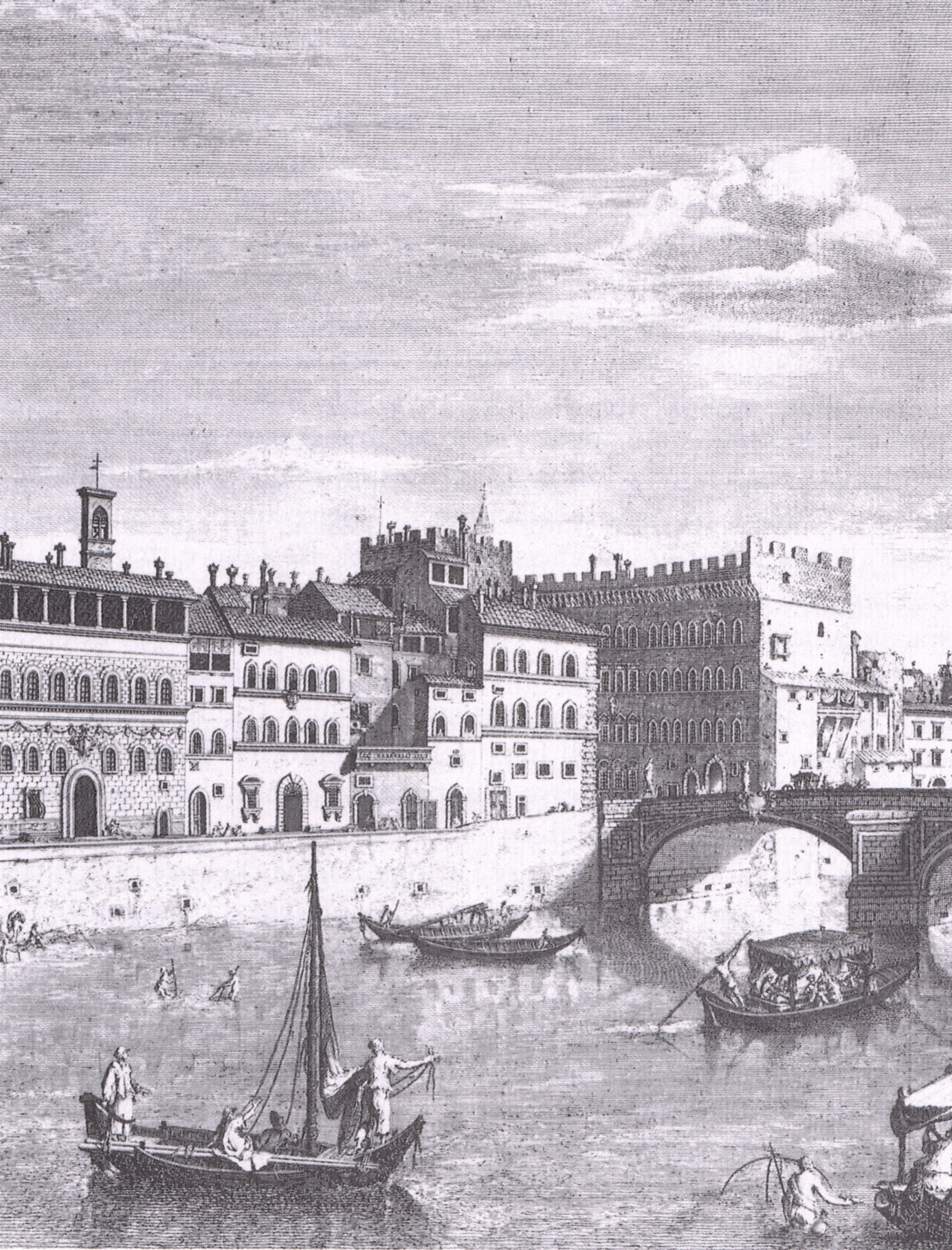
Veduta del Lungarno col Ponte di Santa Trinita, Giuseppe Zocchi (1744); I Palazzi Gianfigliazzi sono quello all'estrema sinistra (#4) e quello seguente (#2)

Questo secondo palazzo, adiacente al precedente, faceva pure parte dei possedimenti dei Gianfigliazzi, i quali via abitarono fino all'estinzione a fine del Settecento. 
Nel 1825 era stato comprato da Luigi Bonaparte, quale ex-monarca d'Olanda in ritiro, non molto lontano da dove risiedette il suo parente Girolamo Bonaparte, ospite dei Demidoff a Palazzo Serristori, affacciato un po' più a monte sull'altra sponda dell'Arno.
In seguito venne adibito ad albergo detto Delle Quattro Nazioni e nel 1827, come ricorda una lapide sulla facciata, vi abitò Alessandro Manzoni venuto a risciacquare i panni in Arno. Il suo soggiorno durò un mese e fu accompagnato da ben tredici persone tra servitori e familiari. Scriveva il grande romanziere al Grossi: "Ho settantun lenzuoli da risciacquare", intendendo che aveva settantuno pagine da adattare alla lingua fiorentina. 
Più tardi appartenne ai Lamporecchi, che lo vendettero al belga Van der Linden d'Hooghvorst, sposato alla fiorentina Aurora Guadagni. In quell'epoca il palazzo venne restaurato dall'architetto Bartolommeo Silvestri (nel 1841), regolarizzando la disposizione delle finestre in facciata e chiudendo il loggiato panoramico all'ultimo piano. Furono approntate anche modifiche all'interno, dove vennero ristrutturati saloni per dare feste e ricevimenti. Le cronache dell'epoca riportano i sontuosi balli tenuti durante il periodo di Firenze capitale ai quali partecipavano milionari di tutta Italia e stranieri, che approvavano la ricchezza e il buon gusto degli arredi, dei drappeggi e delle suppellettili.
Un cronista dell'epoca ricorda come durante il carnevale del 1870 un tavolo crollò sotto il peso del vasellame, delle cristallerie e dei candelabri in bronzo, ma, senza turbamento dei padroni di casa, nel giro di un'ora erano imbanditi altri tavoli con altrettanta ricchezza di stoviglie, vasellami e candelabri, al che alcuni maligni pensarono che si fosse trattato di un incidente organizzato appositamente per dimostrare l'abbondanza che regnava nella casa.
Poco dopo il trasferimento della capitale il palazzo venne venduto ai Cesaroni Venanzi, mentre oggi appartiene ai Campodonico.